# 만위
만위(滿偉, ? ~ ?)는 조위의 관료로, 자는 공형(公衡)이며 산양군 창읍현(昌邑縣) 사람이다. 태위 만총의 아들이다.

## 행적
정시 3년(242년), 만총의 뒤를 이어 창읍후(昌邑侯)에 봉해졌다.
관직이 위위에 이르렀으나, 아들 만장무가 사마소의 손에 죽었을 때 연좌되어 파면되었다.

## 출전
- 진수, 《삼국지》 권4 삼소제기·권26 만전견곽전
- 곽반(郭頒), 《세어》(世語) [상게서 배송지주에 인용]

| 전임 전예 | 조위의 위위 (254년 당시) | 후임 (불명) |

| 전임 아버지 창읍경후 만총 | 조위의 창읍후 242년 ~ 258년? | 후임 (불명) |